# مزعل شاه سلطان قدح
بادوكا سري السلطان مزعل شاه بن السلطان محمد شاه (توفي في 24 أغسطس 1280) رابع سلاطين قدح. كان عهده من 1237 إلى 1280. نقل عاصمته الجديدة إلى كوتا سونغاي ماس من كوتا ميريام.